# Adam Pesapane (Pes)
Adam Pesapane (26 de mayo de 1973) es un animador estadounidense, más conocido por su apodo "PES". Es director de numerosos cortometrajes y anuncios publicitarios. Estudió Literatura Inglesa en la Universidad de Virginia. Se especializa en la técnica de stop-motion y pixilación, a través de la cual da vida a elementos cotidianos y reconocibles. Sus producciones han sido reconocidas en los Estados Unidos y también internacionalmente, especialmente los cortometrajes Sex Roof, Kaboom!, Game Over, Spaghetti Western y Fresh Guacamole. En enero de 2013, el cortometraje Fresh Guacamole fue nominado para el Premio Óscar al Mejor cortometraje de animación. Es la película más breve que ha sido nominada a un Óscar. Una de sus primeras influencias en el estilo de animación es la obra del artista surrealista checo Jan Švankmajer.

## Filmografía

### Largometrajes
- Lost & Found (director)

### Cortometrajes
- Submarine Sandwich (2014)
- Fresh Guacamole (2012)
- The Deep (2010)
- Western Spaghetti (2008)
- The Fireplace (también titulado Yule Log) (2008)
- My Pepper Heart
- Cake Countdown (2007)
- Game Over (2006)
- Making of KaBoom!
- KaBoom! (2004)
- Fireworks (2004)
- Making of Roof Sex
- Pee-Nut (2003)
- Drowning Nut
- Baby Nut
- Moth
- Marriage is For...
- Prank Call
- Rogue Peanut
- Roof Sex (2001)
- Dogs of War

### Publicidades
- Het Klokhuis (secuencia de títulos) (2013) (Países Bajos)
- Kinder Surprise (2011) (Reino Unido)
- Washington State Lottery (2010)
- Scrabble "60th Anniversary" (2008)
- More Than "Journey" (2008)(Reino Unido)
- More Than "Motor" (2007) (Reino Unido)
- More Than "Home" (2007) (Reino Unido)
- Sprint (2007)
- Sneaux Shoes "Human Skateboard" (2007)
- PlayStation PSP "Fred" (2006) (Reino Unido)
- PlayStation PSP "Milo & Maria" (2006) (Reino Unido)
- Orange Telecom "Socks" (2006) (Reino Unido)
- Blue Cross (2005)
- Coinstar "Gift" (2005)
- Coinstar "Book" (2005)
- Bacardi Coco (2005)
- Bacardi Razz (2005)
- Bacardi Apple (2005)
- Bacardi Limon (2005)
- Coinstar "Inspired Coins" (2005)
- Los Angeles Dodgers "Bobbleheads" (2005)
- Nike "Wild Horses Redux" (2003)
- MoveOn.org "Missing" (2003)
- Glacier Glove
- The Learning Channel "Beasty Boy"
- Tic Tac "Whittlin' Wood"

## Premios y distinciones
Premios Óscar
| Año  | Categoría                  | Película        | Resultado |
| ---- | -------------------------- | --------------- | --------- |
| 2013 | Mejor cortometraje animado | Fresh Guacamole | Nominado  |

### En inglés
- Adam Pesapane en Internet Movie Database (en inglés).
- Eatpes.com, Director's website.  All films available here.
- PES en YouTube.
- Director's Facebook page Some behind-the-scenes material here.
- Chapter on PES in Animators Unearthed, Continuum, 2010
- PES interview in Animation World Network in AWN, February 2013
- PES interview in Salon in Salon, February 2013
- Make Magazine article on Western Spaghetti, June 2010
- PES talks Directing Commercials in Directing Animation, Allworth Press, 2010
- WIRED article on PES in WIRED, November 2012
- "The Deep" interview with PES at Motionographer, January 2011
- "Fresh Guacamole" Interview with PES in 1.4 magazine (UK), March 2012
- PES set to direct Garbage Pail Kids movie at Deadline.com, March 2012

- Datos: Q2823988